# Hambo
Le hambo est une danse traditionnelle originaire de Suède qui s'exécute en couple sur une mesure à 3/4 de temps.
L'une des origines probables du hambo est la polka-mazurka qui était populaire en Europe pendant la deuxième moitié du XIXe siècle. L'un des pas du hambo a été développé vers 1900 sous la forme d'une danse libre dansée sur des musiques anciennes utilisées pour la polska, comme le slängpolska, mais avec une emphase plus forte sur le premier temps.
Au début du XXe siècle, une variante plus facile du hambo s'est développée. Certaines variantes du hambo étaient apparues au courant du XIXe siècle comme le dalsteg.